# Premiere Networks
Premiere Networks (früher Premiere Radio Networks oder PRN) ist ein US-amerikanisches Radio-Network. Es ist das größte Content-Syndication-Unternehmen des Landes und gehört vollständig dem größten Radiokonzern des Landes, iHeartMedia. Geleitet wird es von Julie Talbott. Sitz des Unternehmens ist Sherman Oaks, Kalifornien mit 13 Niederlassungen in den ganzen USA.
Premiere Networks verteilt mehr als 90 Radiosendungen und Dienste an mehr als 5.500 angeschlossene Netzwerk-Radiostationen. Damit erreicht die Firma 245 Millionen Hörer monatlich.

## Inhalte
Die Nachrichtenangebote kommen sämtlich von Fox News Radio, die Sportangebote sämtlich von Fox Sports Radio aus Radionetzwerk der 21st Century Fox.

## Talkradio-Stars
Viele Stars der US-Talkradio-Szene werden von Premiere Networks vermarktet. Unter Vertrag stehen die Talkradiogrößen

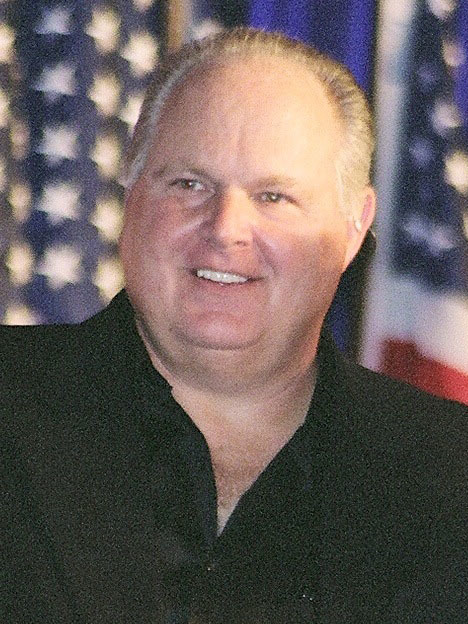
Rush Limbaugh, via seiner eigenen Firma Excellence in Broadcasting Network (The Raus Limbaugh Show)
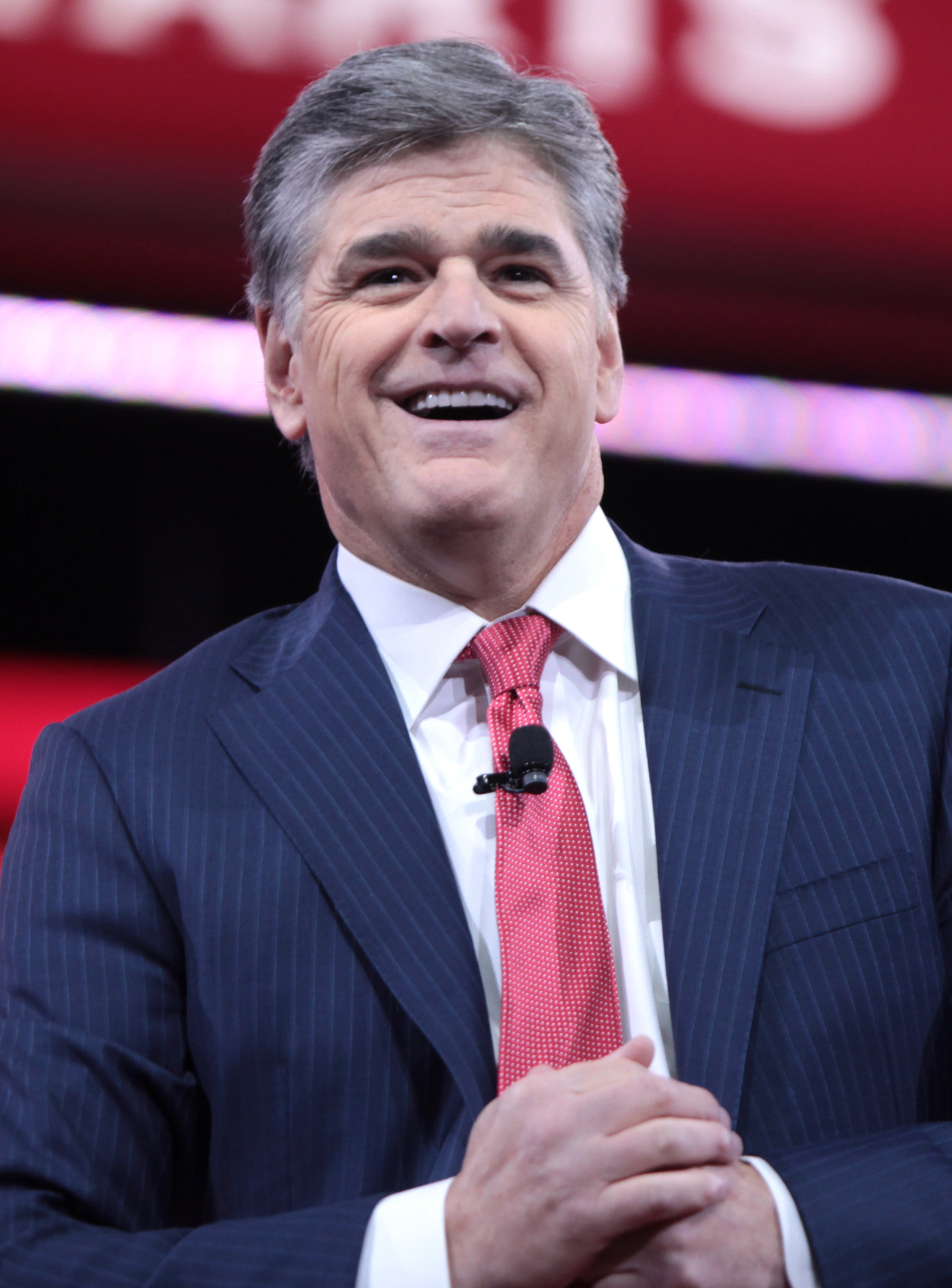
Sean Hannity (2016)
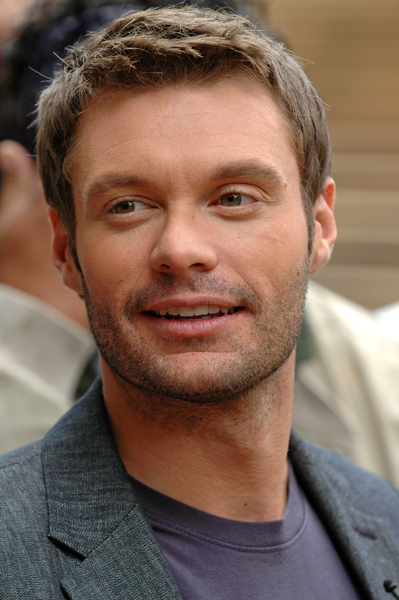
Ryan Seacrest
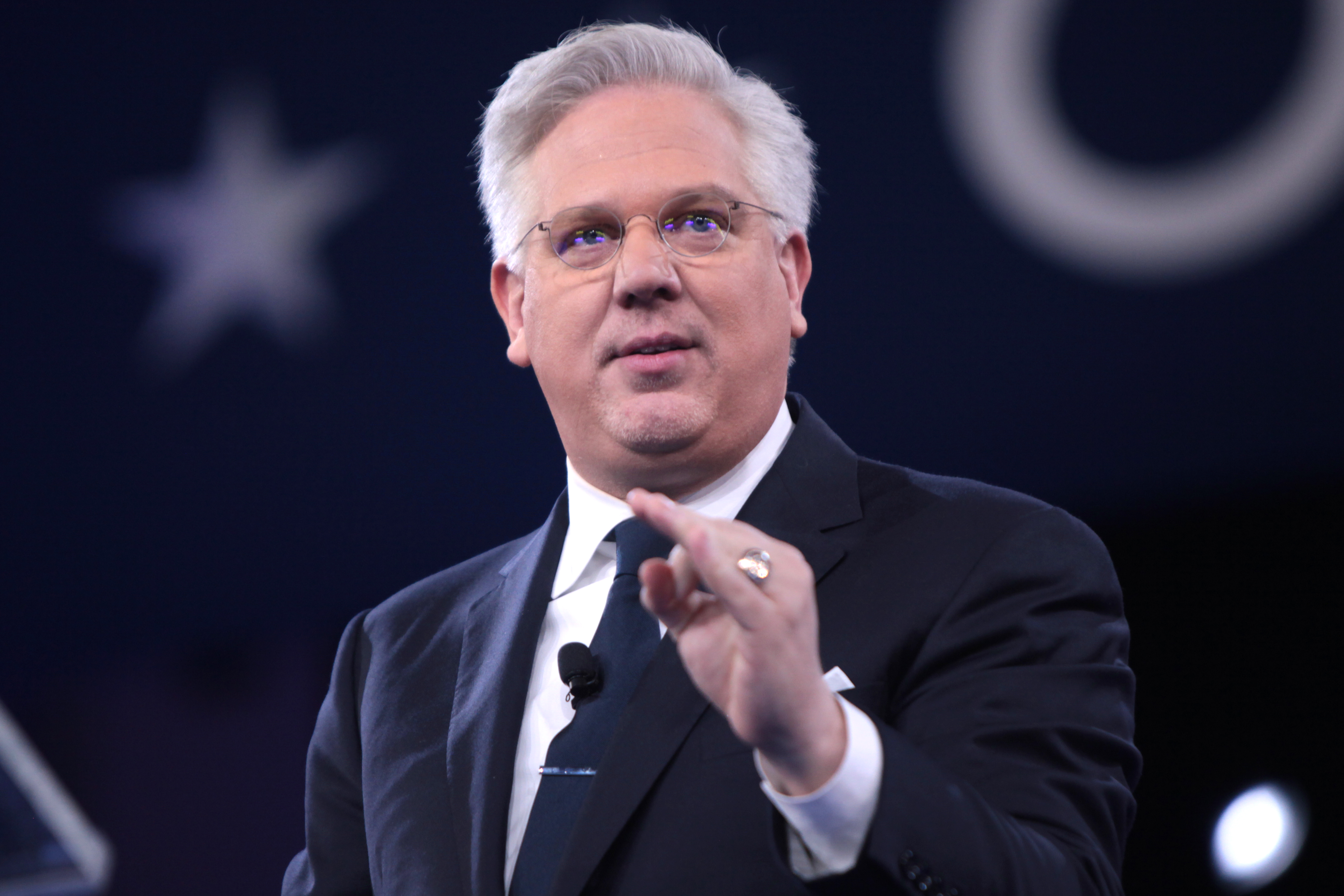
Glenn Beck (2016)
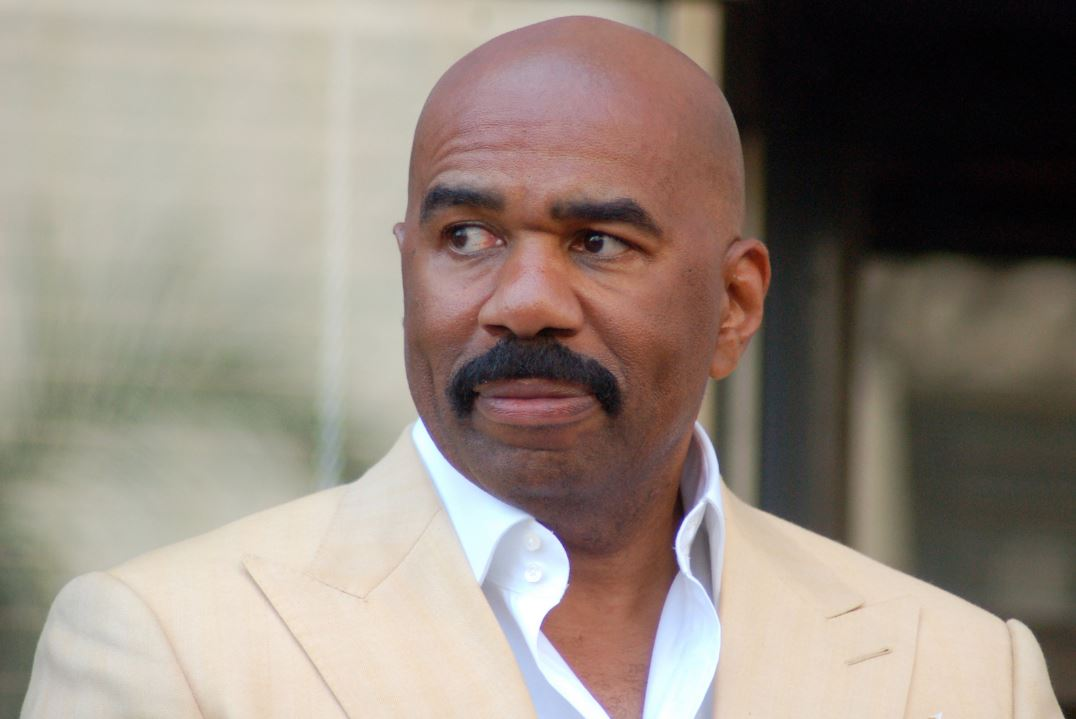
Steve Harvey (2013)
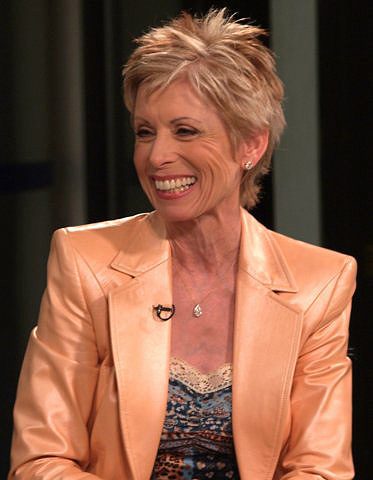
Laura Schlessinger (2007)
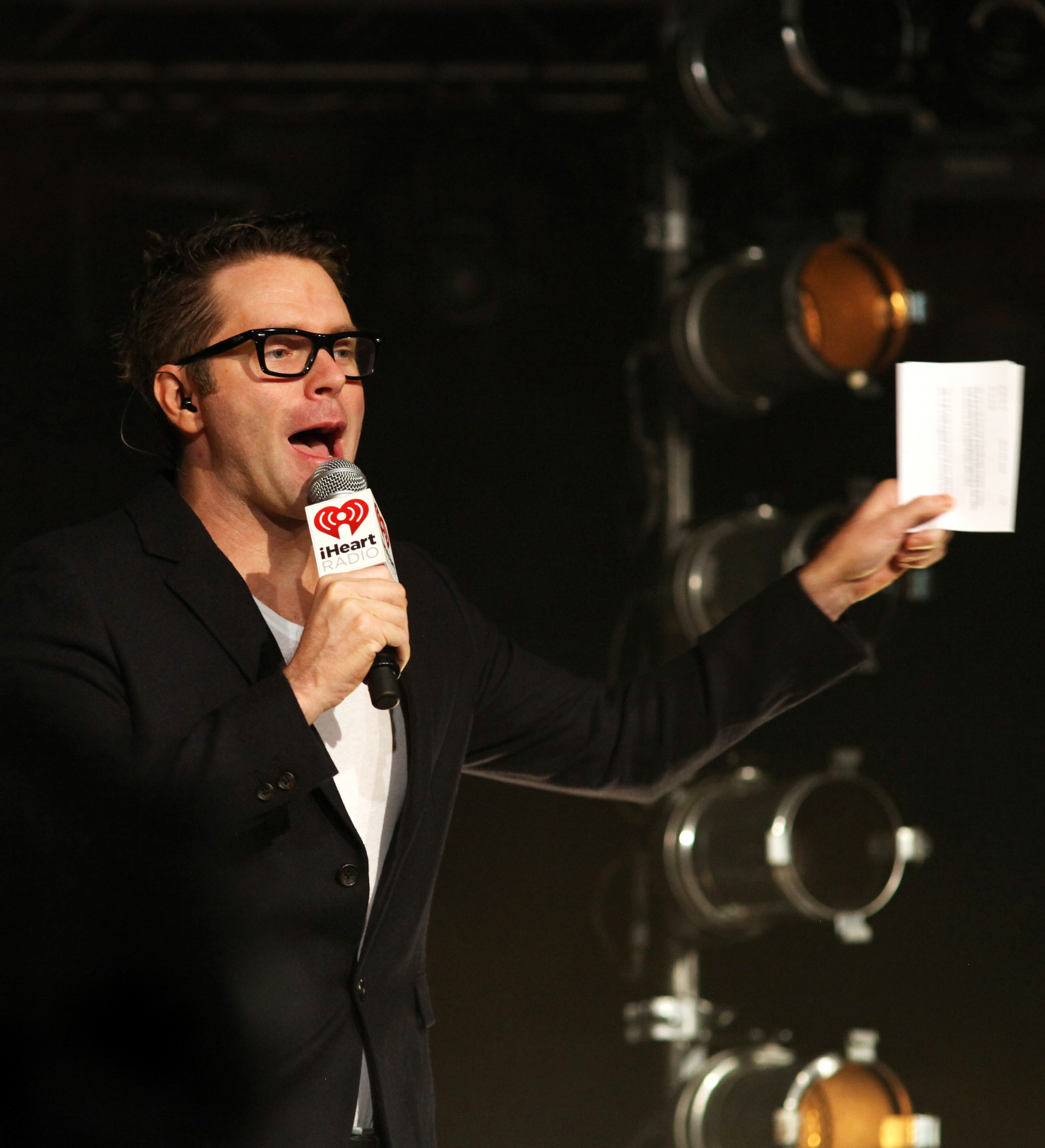
Bobby Bones (2014)

Weitere Hosts sind:
- Delilah (moderat)
- Steve Harvey (liberal)
- George Noory
- John Boy and Billy,
- Sean Hannity (rechts-konservativ)
- Dan Patrick
- Nikki Sixx (Musiker)
- Kane (alias Peter Deibler, The Kane Show)
- Mario Lopez
- Sean "Hollywood" Hamilton
- Cody Alan
- Johnjay & Rich
- Jay Mohr
- Pete Tong
- und weitere